# Trhový Štěpánov (železniční zastávka)
Trhový Štěpánov je železniční zastávka a nákladiště (dříve železniční stanice) v jižní části stejnojmenného města v okrese Benešov ve Středočeském kraji, nedaleko Štěpánovského potoka. Leží na neelektrizované jednokolejné trati Benešov u Prahy – Trhový Štěpánov. 

## Historie
Dne 15. prosince 1895 otevřela společnost Místní dráha Benešov – Vlašim trať z Benešova, kudy od roku 1871 procházela trať společnosti Dráha císaře Františka Josefa (KFJB) spojující Vídeň a Prahu. 11. října 1902 byla trať prodloužena dále do Trhového Štěpánova a Dolních Kralovic. Technickou dokumentaci projektu připravila a práce prováděla stavební firma Bořkovec & Dvořák. Nádraží vzniklo dle typizovaného stavebního vzoru. 
Po zestátnění KFJB a dalších soukromých společností v Rakousku-Uhersku roce 1908 pak obsluhovala stanici jedna společnost, Císařsko-královské státní dráhy (kkStB). Po roce 1918 pak správu přebraly Československé státní dráhy. Úsek Trhový Štěpánov – Dolní Kralovice byl uzavřen roku 1975 kvůli stavbě Vodní nádrže Švihov a z nádraží se stala koncová stanice.

## Popis
Nacházejí se zde dvě nekrytá jednostranná nástupiště mezi kolejemi, s přístupem přechody přes kolejiště, které je možno přejít do jižní části města. Dále je zde jedno vnější nástupiště u manipulační koleje.